# Серебряков, Алексей Андрианович
Алексе́й Андриа́нович (Адриа́нович) Серебряко́в (23 февраля 1869, Тамбов ― 1920, Царицын) ― русский певец, артист оперы (тенор), вокальный педагог. Отец народного артиста СССР П. А. Серебрякова.

## Биография
По происхождению ― из семьи мещан. Родился 23 февраля 1869 года в Тамбове. В 1892 году окончил Московскую консерваторию по классу пения итальянского педагога Э. Тальябуэ.
В 1894—96 гг. выступал в саратовской опере, в 1900 — в Екатеринбурге, где был первым исполнителем партии Владимира Дубровского (опера «Дубровский» по одноимённому роману А. С. Пушкина). Среди его вокальных партнёров были И. Барсов, С. Ильяшевич, Э. Мелодист, К. Нума-Соколова, М. Рышков, И. Соколов. В 1892 исполнял сольную партию в оратории «Бегство в Египет» композитора Г. Берлиоза под управлением В. Сафонова.
Также вёл педагогическую деятельность. Одним из самых выдающихся его учеников был оперный певец и заслуженный деятель искусств РСФСР В. М. Политковский.
Умер в 1920 году (точная дата неизвестна) в Царицыне.

### Семья
Был женат на А. И. Серебряковой (Тимофеевой), которая также была певицей. У них было пятеро детей: Екатерина, Вера, Мария, Адриан и Павел (пианист, народный артист СССР).